# Stavka

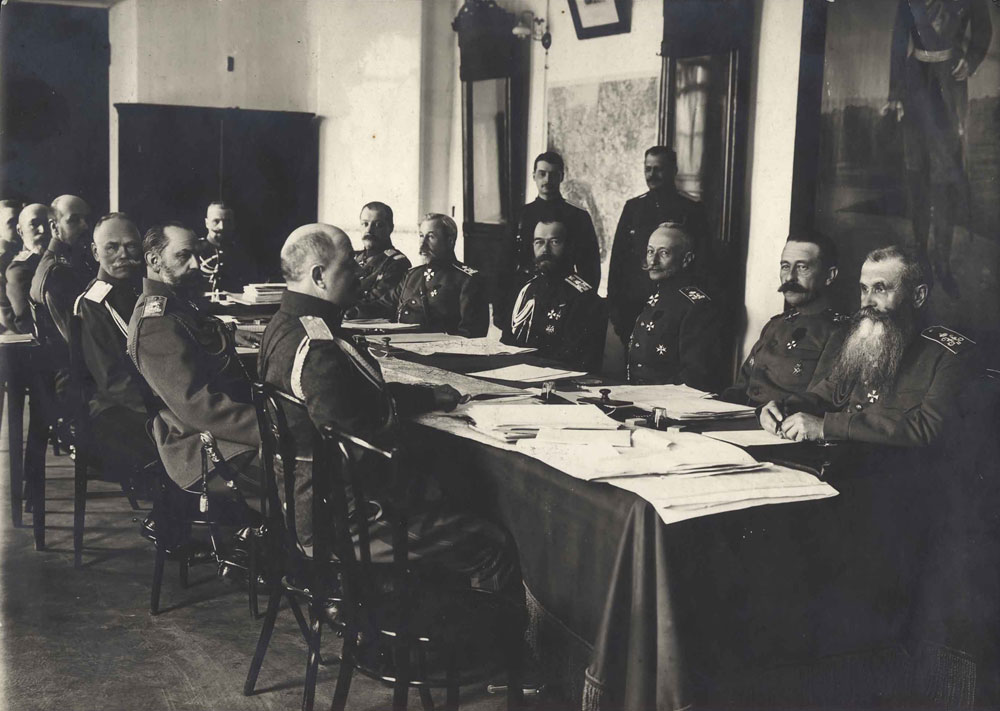
Nicolae al II-lea cu membrii Stavka la Mogilev, 1 aprilie 1916.

STAVKA (în limba rusă: Ставка верховного Главнокомандующего prescurtat СТАВКА) a fost Marele Cartier General al armatei imperiale ruse în ultimii ani de existență și al Armatei Roșii. Termenul este aplicat atât  persoanlului cât și locației Cartierului General. 

## STAVKA rusă în timpul primului război mondial
Comandantul suprem al armatei ruse imperiale la începutul primului război mondial a fost Marele Duce Nicolae Nicolaevici, un nepot al țarului Nicolae I. Marele Duce a fost numit în înalta funcție militară în ultimul minut, în august 1914, și nu a avut nicio contribuție la conceperea planurilor de luptă de la începutul războiului. În ciuda competenței sale, Marele Duce a fost demis în 1915 de împărat, care a preluat în mâninile lui toate frâile armatei. Grigori Rasputin a avut o contribuție importantă la demiterea lui Nicolae Nicolaevici. 
STAVKA  a avut primul cartier general la Baranovici, un oraș din Belarus. În 1915, după înaintarea germană spre est, STAVKA și-a mutat sediul la Moghilev. 

## STAVKA sovietică în timpul celui de-al doilea război mondial
STAVKA sovietică a Armatei Roșii din timpul celui de-al doilea război mondial (Marele Război Patriotic), sau Marele Cartierul General al armatei ale URSS, a fost înființată pe 23 iunie 1941 printr-un decret secret semnat de Stalin în dubla sa calitate de șef al guvernului și de lider al Partidului Comunist al Uniunii Sovietice. În conformitate cu prevederile acestui decret, STAVKA era compusă din ministrul apărării, mareșalul Semion Timoșenko, care era și președintele Cartierului General, șeful Marelui Stat Major, Gheorghi Jukov, Iosif Vissarionovici Stalin, Viaceslav Molotov, Semion Budionnîi și amiralul  Nicolai Gherasimovici Kuznețov.
Prin același decret se organiza "instituția consilierilor permanenți ai STAVKA formată din tovarășii Kulik, Șapoșnikov, Chirill Merețkov, șeful forțelor aeriene Jigarev, Nicolai Vatutin, șeful apărării antiaeriene Voronov, Mikoian, Kaganovici, Lavrenti Beria, Voznesenski, Jdanov, Malenkov, Mehlis".
La scurtă vreme după emiterea decretului, Merețkov, adjunctul ministrului apărării, a fost arestat ca urmare a unor false acuzații lansate de Beria și Merkulov. Merețkov a fost în cele din urmă eliberat din închisoare și în aceeași zi de la începutul lunii septembrie a fost chemat la Stalin. 
STAVKA a Cartierului General a fost reorganizată ca STAVKA a Comenduirii Supreme (Ставка верховного Командования) pe 10 iulie, 1941. Pe 8 august 1941 a fost reorganizată ca STAVKA Cartierului Geberal Suprem Ставка верховного Главнокомандования ).